# Ibrány
Ibrány är en mindre stad i Ungern med 6 608 invånare (2019).